# Яків (П'ятницький)
Яків П'ятницький (в миру Іван П'ятницький; 22 вересня1844,  село Бринь, Жиздринський повіт, Калузької губернії, нині Думініцький район, Калузької області, Росія — 1922, Томськ, Росія) — єпископ Уманський і Чигиринський, вікарій Київської митрополії Відомства православного сповідання Російської імперії. 

## Біографія
Народився 22 вересня 1844 року в селі Бринь ( Жиздринський повіт Калузької губернії, нині Думініцький район Калузької області). 
Закінчив Калузьке духовне училище і Калузьку духовну семінарію. Потім, у 1870 році зі ступенем кандидата богослов'я закінчив Московську духовну академію і був залишений з вересня 1870 року помічником секретаря Ради і Правління академії. У 1871-1872 рр. був помічником інспектора академії. 
З 1872 року — доглядач Мещовського духовного училища Калузької єпархії; з 16 жовтня 1873 року — викладач Віфанської духовної семінарії. 
Після захисту дисертації «Походження християнського богослужіння», 6 листопада 1876 року він був затверджений у вченому ступені магістра богослов'я. 
12 серпня 1886 пострижений у чернецтво; 17 серпня був висвячений у сан ієромонаха, а 1 жовтня зведений в сан архімандрита і призначений ректором Віфанської духовної семінарії. 
28 квітня 1891 хіротонізований на єпископа Балахнинського, вікарія Нижегородської єпархії. Хіротонія відбулася в Московському Успенському соборі. 
З 29 вересня 1892 року — єпископ Уманський, вікарій Київської єпархії. 
З 16 січня 1893 року  — єпископ Чигиринський, вікарій Київської єпархії. 
З 26 січня 1898 року — єпископ Кишинівський і Хотинський. 
З 12 серпня 1904 року  — архієпископ Ярославський і Ростовський. В цьому ж році обраний почесним членом Київської духовної академії. 
У 1906 році був членом Предсоборної Присутності і був головою третього відділу — «Про реформу церковного суду». 
З 25 січня 1907 року — архієпископ Симбірський і Сизранський. 
З 10 грудня 1910 року — архієпископ Казанський і Свіязький. Досить часто виступав з промовами і проповідями, але практично не їздив по єпархії. 
З 29 вересня 1912 року — почесний член Московської і Казанської духовних академій. 
5 жовтня 1916 нагороджений діамантовим хрестом для носіння на клобуці. 
Був учасником Всеросійського Церковного Собору 1917 року в Москві, на якому Патріархом Тихоном зведений в сан митрополита. 
Митрополит Мануїл Лемешевський зміг згадати про нього таке: «Мав важкий характер. Любив писати з церковних питань, але ні в чому не відчувалося сердечності. Завжди цікавився, як вигідніше здавати на зберігання гроші». 
Після взяття Казані військами Народної Армії Самарського уряду Комуча і Чехословацького корпусу Народної Армії Самарського уряду Комуча 5 серпня 1917 року, митрополит Яків привітав нову владу і благословив збір коштів «на користь Народної армії» у храмах єпархії. У перших числах вересня, Казань знову опинилася під владою більшовиків і він разом з відступаючими частинами Білої армії покинув Казань і поїхав до Іркутська. Потім був тимчасово керуючим Томською єпархією. В кінці 1919 року, коли Томськ був зайнятий червоними, він був призначений тимчасово керуючим Томською єпархією вже указом патріарха Тихона і в березні 1920 року вже офіційно став іменуватися митрополитом Томським, а на початку наступного, 1921 року, був на прохання звільнений на спокій і призначений настоятелем Симонового монастиря в Москві. 
У березні 1922 року був заарештований, кілька днів провів у в'язниці, але скоро був відпущений. 
У 1922 році (за деякими відомостями — в 1923) помер у Томську, незабаром після перенесеної важкої операції. 

## Деякі твори
- Ожидаемый Собор Всероссийской Церкви 1906 года и предметы его занятий. — Ярославль, 1906.
- Отзыв на труд. проя. М. Красножена // Прибавление к «Церковным Ведомостям». — 1906. — № 47. — С. 3030.
- Речь при вручении жезла Евсевию, епископу Угличскому // Прибавление к «Церковным Ведомостям». — 1906. — № 24. — С. 1880.
- Слово, произнесенное при первом посещении Казанской Духовной Академии. // Прибавление к «Церковным Ведомостям». — 1911. — № 13. — С. 581.
- Речь при вручении жезла новохиротонисанному епископу Анастасию // Прибавление к «Церковным Ведомостям». — 1912. — № 11. — С. 455.
- Речь, произнесенная в Казанском Благовещенском кафедральном соборе при вручении жезла Преосв. Леонтию епископу Чебоксарскому // Прибавление к «Церковным Ведомостям»». — 1914. — № 41. — С. 1741.